# Trois mètres au-dessus du ciel
 (février 2022).
La mise en forme du texte ne suit pas les recommandations de Wikipédia : il faut le « wikifier ».
Les points d'amélioration suivants sont les cas les plus fréquents :
- Les titres sont pré-formatés par le logiciel. Ils ne sont ni en capitales, ni en gras.
- Le texte ne doit pas être écrit en capitales (les noms de famille non plus), ni en gras, ni en italique, ni en « petit »…
- Le gras n'est utilisé que pour surligner le titre de l'article dans l'introduction, une seule fois.
- L'italique est rarement utilisé : mots en langue étrangère, titres d'œuvres, noms de bateaux, etc.
- Les citations ne sont pas en italique mais en corps de texte normal. Elles sont entourées par des guillemets français : « et ».
- Les listes à puces sont à éviter, des paragraphes rédigés étant largement préférés. Les tableaux sont à réserver à la présentation de données structurées (résultats, etc.).
- Les appels de note de bas de page (petits chiffres en exposant, introduits par l'outil «  Source ») sont à placer entre la fin de phrase et le point final[comme ça].
- Les liens internes (vers d'autres articles de Wikipédia) sont à choisir avec parcimonie. Créez des liens vers des articles approfondissant le sujet. Les termes génériques sans rapport avec le sujet sont à éviter, ainsi que les répétitions de liens vers un même terme.
- Les liens externes sont à placer uniquement dans une section « Liens externes », à la fin de l'article. Ces liens sont à choisir avec parcimonie suivant les règles définies. Si un lien sert de source à l'article, son insertion dans le texte est à faire par les notes de bas de page.
- La présentation des références doit suivre les conventions bibliographiques. Il est recommandé d'utiliser les modèles {{Ouvrage}}, {{Chapitre}}, {{Article}}, {{Lien web}} et/ou {{Bibliographie}}. Le mode d'édition visuel peut mettre en forme automatiquement les références.
- Insérer une infobox (cadre d'informations à droite) n'est pas obligatoire pour parachever la mise en page.

Pour une aide détaillée, merci de consulter Aide:Wikification.
Si vous pensez que ces points ont été résolus, vous pouvez retirer ce bandeau et améliorer la mise en forme d'un autre article.
Trois mètres au-dessus du ciel (Tre metri sopra il cielo) est un roman de Federico Moccia. Il s'agit d'un best-seller, publié en Italie en novembre 1992 et en France en juin 2006, dans une traduction de Monique Baccelli. Il a été adapté au cinéma en Italie en 2004 et en Espagne en 2010. Il a également fait l'objet d'une adaptation cinématographique plus libre en 2012 avec le film français Ma première fois.

## L'auteur
Né en 1963, fils d'artiste, Federico Moccia écrit en 1992 son premier livre, Trois mètres au-dessus du ciel. Dans un premier temps il a des difficultés à trouver une maison d'édition, mais une fois publié, le livre est vite adopté par la jeunesse italienne. Moccia a ensuite écrit la suite de Trois mètres au-dessus du ciel, J'ai envie de toi (Ho voglia di te).

## Résumé
Babi est une lycéenne de dix-sept ans, étudiante modèle, fille parfaite de la bonne bourgeoisie italienne. Influencée par sa meilleure amie, Katina, elle rencontre Hugo, dix-neuf ans, dit « H », jeune motard, voyou en rupture familiale, tous les sépare mais elle en tombe follement amoureuse. Avec lui, elle sèche l’école, roule à deux cents à l’heure, découvre la sensualité et la sexualité. Mais ils ne sont pas seuls : il y a le lycée, les parents, la bande de copains qui dérape et franchit les limites... Seulement H protège sa belle en résolvant tout par la violence. Katina, amoureuse de "Poulet" le meilleur ami de H, ferait tout pour lui, mais un jour dans une course de motos Katina et Poulet ont un accident et Poulet décède, Babi ne voulant plus voir quelqu'un mourir à cause de ces courses se sépare de H...
jusqu'à décoller de terre,
jusqu'à toucher le ciel.
Plus que ça.

## Les films
Grâce à cet énorme succès, ce livre a été adapté au cinéma fin 2004 par Luca Lucini, sous le nom de Io e te, tre metri sopra il cielo. Il n'est sorti qu'en Italie. Ce film a permis de faire connaître certains acteurs dont Riccardo Scamarcio (Step), Katy Louise Saunders (Babi), Mauro Meconi (Pollo) et Maria Chiara Augenti (Pallina).
Le roman a été de nouveau adapté et transposé en Espagne en 2010 avec Mario Casas dans le rôle de Step, rebaptisé Hugo, et Maria Valverde dans le rôle de Babi. Le titre de ce film en français est Twilight Love.
Une série italienne Trois mètres au-dessus du ciel est également sortie en avril 2020 sur Netflix. Les rôles principaux sont tenus par Coco Rebecca Edogamhe, dans le rôle  de Summer et Ludovico Tersigni, dans le rôle de Ale.

## La suite
En 2007, Federico Moccia a publié une suite Ho Voglia Di Te (J'ai envie de toi).
Celle-ci a été adaptée aussitôt au cinéma par Luis Prieto (en) sous le titre Ho voglia di te (en), film sorti le 9 mars 2007.
Elle a également été adaptée en 2012 par Fernando González Molina (es) sous le titre Tengo ganas de ti, suite de Trois mètres au-dessus du ciel.
H est de retour à Barcelone après deux ans de travail à Londres. Il s'installe chez son frère et retrouve ses anciens amis. Personne ne l'a oublié. H une légende vivante : beau gosse au cœur tendre, le coup-de-poing facile et la rage au cœur, il est leur idole. Un soir, il rencontre Gin qui essaie maladroitement de lui voler quelques euros en lui volant son essence . D'abord fou de rage, Il tombe vite sous le charme de Gin la rebelle... Elle possède ce petit grain de folie qui lui fait voir la vie en rose. Lui joue les durs pour mieux se protéger. Leur relation est à la fois violente et tendre, ils se provoquent sans cesse mais ne peuvent se passer l'un de l'autre. Mais H est plus vulnérable qu'il ne l'imagine. Quand il retrouve Babi, celle qui l'a aimé autrefois, et qui parle de son prochain mariage avec un autre, il tombe malheureusement dans le piège...